# Software voor technische analyse
Technische Analyse software maakt het mogelijk om het koersverloop van aandelen, obligaties en opties, alsook andere verhandelbare goederen aan een technische analyse te onderwerpen.
Technische Analyse (TA) zorgt ervoor dat de koersen worden omgezet naar grafieken, die op hun beurt weer worden voorzien van trendlijnen en indicatoren. Over het algemeen beschikken de TA-softwarepakketten zelf over een groot arsenaal aan indicatoren, maar uitgebreidere pakketten hebben de mogelijkheid om zelf indicatoren en tradingsystemen te maken. Vaak wordt ook de mogelijkheid geboden om de indicatoren te backtesten en te optimaliseren.

## Koersen
Er bestaan verschillende soorten koersen:
- End-of-daykoersen
- Realtimekoersen
- Vertraagde koersen

De end-of-daykoersen zijn koersen die aan het eind van de handelsdag worden doorgegeven, meestal bevatten zij de Open-, Hoog-, Laag- en Slotkoers voor die dag van het desbetreffende aandeel. Deze koersen worden voornamelijk gebruikt door particuliere beleggers die geen tijd hebben om de hele dag de koersen in de gaten te houden.
De realtimekoersen zijn koersen die direct vanaf de beurs via de koersprovider op het scherm van de gebruiker verschijnen. Elke transactie op de beurs wordt direct doorgegeven.
Het is ook mogelijk om het gehele orderboek, alle bied- en laatorders die aan de beurs zijn doorgegeven, door te krijgen. Dit wordt meestal aangeduid met:
- Level I  Koersen + eerst laag Bied- en Laatkoersen
- Level II Koersen + alle Bied- en Laatkoersen (orderboek)

De vertraagde koersen werken op dezelfde manier als de realtimekoersen, echter met een vertraging van 15 tot 20 minuten. De reden van deze vertraging is gelegen in het feit dat aan de doorgifte van koersinformatie copyrightrechten zijn verbonden.
Koersproviders in Nederland:
- ProRealTime
- Lenz + Partner GmbH
- vwd group
- Keyword
- ActivePlus [1]
- Quotestream
- Behr

## TA-software

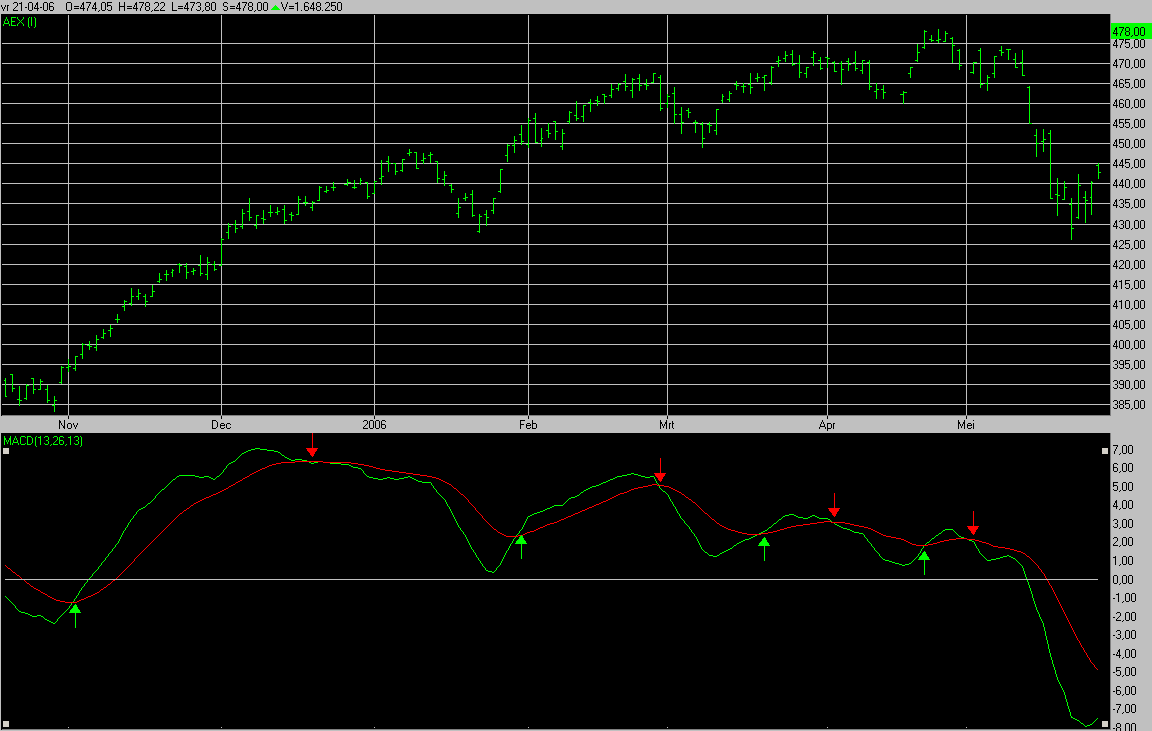
Wall Street Professional

Er bestaan in Nederland een aantal TA-softwarepakketten:
- Wall Street Professional
- Vestics
- ProRealTime
- Hermes
- Vision Expert [1]
- Comdata Effecten Analyse
- Monest Advanced Charts (ook intraday koersgrafieken over meerdere dagen)
- TransStock van CompuGraphics, Technische analyse, trading systemen, portefeuillebeheer enz.

Enkele Engelstalige pakketten zijn:
- Trade Station
- Omnitrader
- Fibonaccitrader
- ForestTrader [1]
- Meta Stock
- Amibroker

Een aantal brokers heeft TA, Koersen en handelsmogelijkheden gecombineerd tot een totaalpakket:
- Alex Pro [1]
- Binck Protrader
- Interactive Brokers